# Doktor Jekyll i pan Hyde (film 1986)
Doktor Jekyll i Pan Hyde (ang. Dr. Jekyll and Mr. Hyde) – australijski film animowany z 1986 roku wyprodukowany przez Burbank Films Australia. Animowana adaptacja powieści Roberta Louisa Stevensona o tej samej nazwie.

## Obsada (głosy)
- Max Meldrum jako Dr. Jekyll
- David Nettheim jako Mr. Hyde
- John Ewart jako Utterson

## Wersja polska
Wersja wydana w serii Najpiękniejsze baśnie i legendy na DVD z angielskim dubbingiem i polskim lektorem.
- Dystrybucja: Vision